# Raoul de Coucy (évêque)
Pour les articles homonymes, voir Raoul Ier de Coucy.
Raoul de Coucy (?-†1425) est évêque de Metz puis évêque de Noyon.

## Biographie
Il est le fils de Raoul de Coucy, seigneur de Montmirail (?-1389) et de Jeanne d’Harcourt. En 1387, il succède à Pierre de Luxembourg à l’évêché de Metz alors qu’il est encore très jeune. Il participe au concile de Constance.
En 1415, il devient évêque de Noyon, succédant à Pierre V Fresnel qui devient évêque de Lisieux. Conrad II Bayer de Boppard lui succède à Metz.
En 1422, il offre un cours de droit en cinq volumes, favorisant la construction d’une bibliothèque du chapitre à Noyon.
Il meurt le 17 mars 1425 et a été inhumé dans le chœur de la cathédrale Notre-Dame de Noyon.